# Aéroport d'Aberdeen
Ne pas confondre avec l'Aéroport régional d'Aberdeen dans le Dakota du Sud aux États-Unis
Pour les articles homonymes, voir ABZ.

Logotype de l'aéroport International d'Aberdeen.

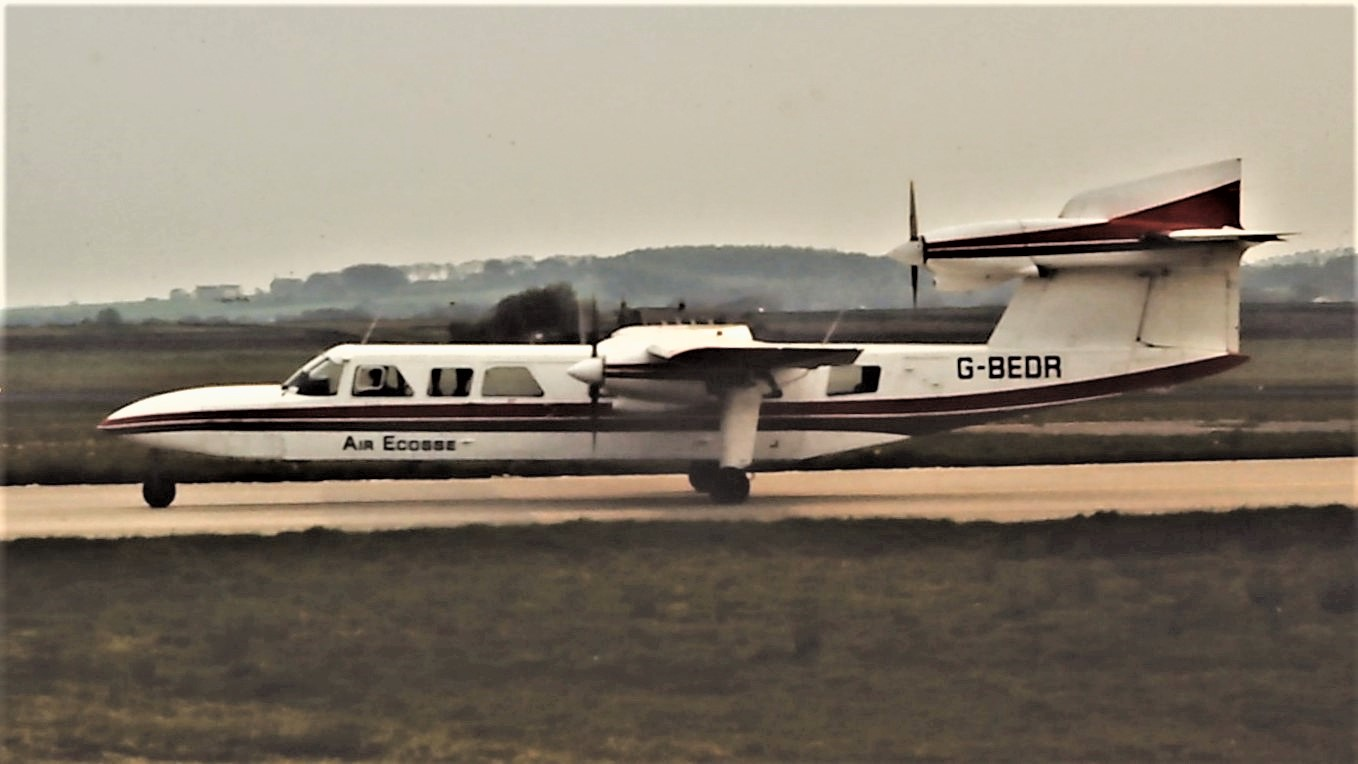
Avion Trislander d'Air Ecosse en 1981 à Aberdeen.

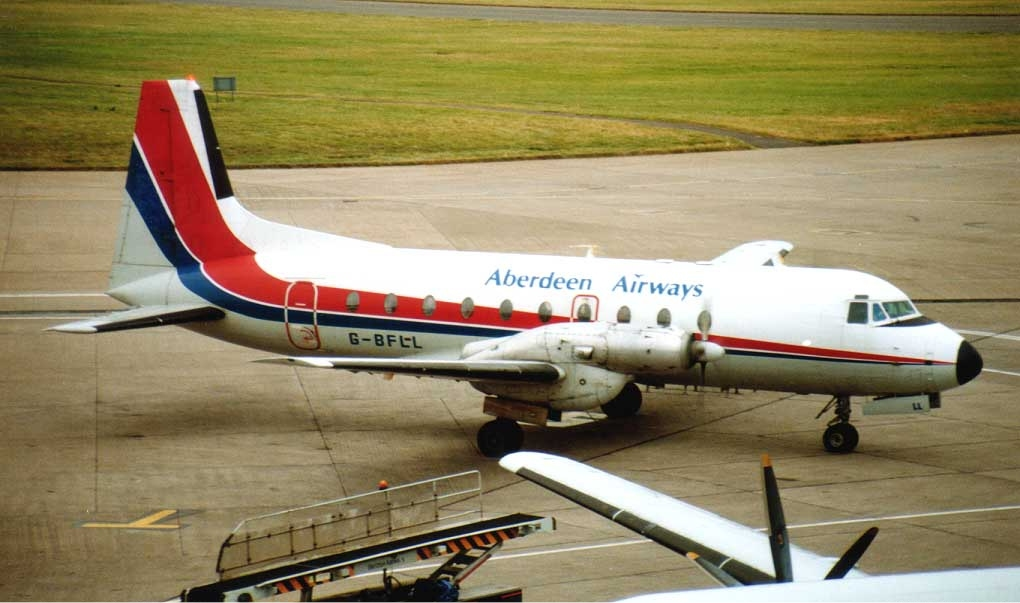
Avion d'Aberdeen Airways dans les années 1990.

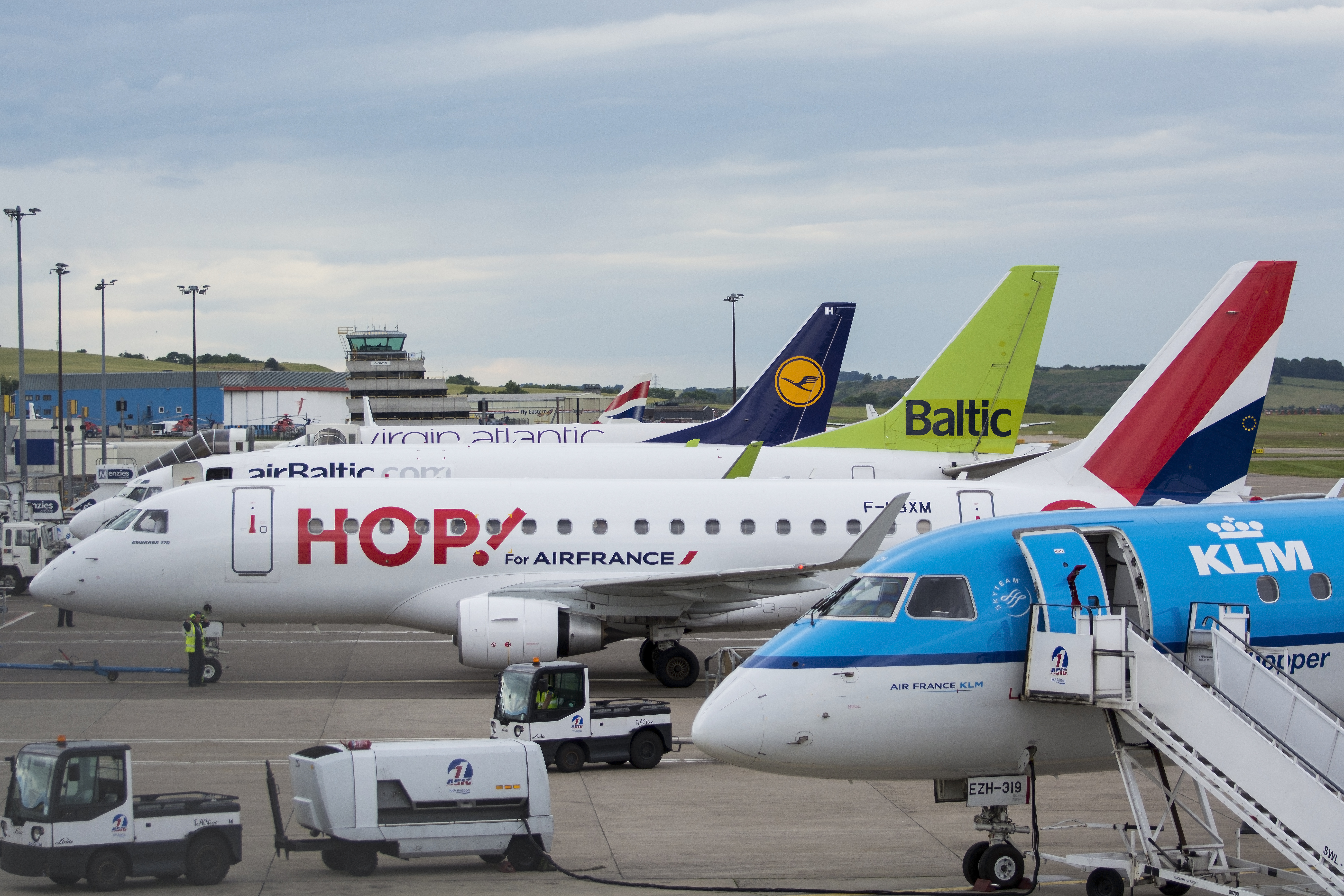
Tarmac d'Aberdeen en juillet 2014.

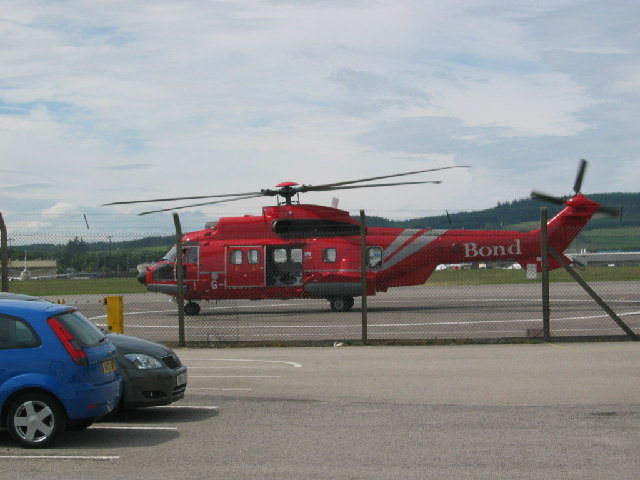
L'héliport d'Aberdeen.

L'aéroport d'Aberdeen (en anglais : Aberdeen Airport) (code IATA : ABZ • code OACI : EGPD) est le troisième plus grand aéroport d'Écosse. Il est situé à Dyce (en), à environ 9 km du centre d'Aberdeen.
En 1934, il portait le nom d'aéroport de Dyce.
Il comporte aujourd'hui un terminal aéroport et un héliport.

## Histoire
L'aéroport a été inauguré le 28 juillet 1934 par Eric Gandar Dower le fondateur de cet aéroport  nommé à l'époque "aérodrome de Dyce" et qui a également lancé Aberdeen Airways qui est devenu Allied Airways.
En 1939, il est repris par la RAF (notamment l’escadron 612) et quelques vols civils perdurent encore vers les iles du nord. L’industrie pétrolière s'implante dans la région.
Allied Airways aide au retrait des troupes britanniques de France en 1940.
Aberdeen est rouvert au vol civil sans restriction à partir du 1er janvier 1946. Aberdeen gèrera 20 atterrissages quotidiens notamment des vols militaires.
En mai 1951, le roi, la reine et la princesse Margaret se sont rendus à Aberdeen à bord d'un Royal Flight Viking.
La piste est rallongée de 450 mètres en 1952.
L'aéroport prendra le nom d'aéroport d’Aberdeen officiellement en 1955 en remplaçant "aérodrome de Dyce".
50 000 passagers transitent en 1963 sur l'aéroport qui verra en 1967 son premier vol en hélicoptère de soutien pétrolier de BEA Helicopters à la plate-forme Shell Staflo. En effet, c'est en 1967 que du pétrole est découvert en mer du Nord. L'aéroport est rapidement devenu un centre majeur pour les activités d’hélicoptères reliant les plates-formes pétrolières au continent.
En 1968,  British European Airways (BEA) inaugure la liaison Inverness - Aberdeen - Heathrow, puis Loganair en 1969, la liaison Aberdeen - Stavanger en utilisant des Shorts Skyvan.
L’aviation civile Britannique prend le contrôle de l’aéroport d’Aberdeen en 1972 et des travaux d'agrandissement commence en 1973. Ils seront inaugurés en 1977 par son S.A.R. la Princesse Alexandra.
La nouvelle tour de contrôle entre en service en 1980.
Air Ecosse ouvre les liaisons vers Liverpool, Dublin, Belfast et Édimbourg.
L'avion Concorde est l'attraction d'une journée porte ouverte en 1984 qui verra passer plus de 4 500 personnes.
L’aéroport d’Aberdeen est ouvert 24 heures sur 24 depuis mars 2005.
Aberdeen possède la piste et l'espace aérien le plus fréquenté d’Écosse et la cinquième piste la plus fréquentée du Royaume-Uni (juillet 2009).
L’aéroport international d’Aberdeen appartient à AGS Airports Ltd depuis décembre 2014.
L'aéroport accueille 2,9 millions en 2019.
Il était l'aéroport le plus proche du château de Balmoral, ce qui permettait à la famille royale britannique de se rendre rapidement au chevet de la reine Elizabeth II à la suite de son état de santé préoccupant annoncé le 8 septembre 2022 dans la matinée.
L'aéroport est nommé en septembre 2022, "aéroport écossais de l’année" aux Scottish Transport Awards puis "Hub de l’année" aux National Transport Awards en octobre 2023.
L’aéroport de Granite City célèbre ses 90 ans en 2024. 

## Situation

### Carte des aéroports d'Écosse
| Aberdeen Barra Benbecula Campbeltown Colonsay Dundee Eday Édimbourg Fair Isle Foula Glasgow Glasgow-Prestwick Inverness Islay Kirkwall North Ronaldsay Oban Papa Westray Sanday Stornoway Stronsay Sumburgh Tingwall Tiree Westray Wick |

## Compagnies et destinations
| Compagnies            | Destinations |
| --------------------- | --- |
| Aer Lingus            | Dublin |
| airBaltic             | En saison : Riga |
| BH Air                | En saison : Bourgas |
| British Airways       | Londres-Heathrow |
| Eastern Airways       | Humberside, Newcastle, Wick |
| easyJet               | Londres-Gatwick, Londres-Luton En saison : Genève-Cointrin, Paris-Charles de Gaulle (débute le 27 octobre 2025)                                                                       |
| KLM                   | Amsterdam |
| Loganair              | - Belfast-G. Best, - Birmingham, - Bristol, - Dublin, - Esbjerg, - Kirkwall, - Manchester, - Newcastle, - Norwich, - Oslo-Gardermoen, - Southampton, - Sumburgh, - Durham Tees Valley |
| Ryanair               | Alicante-Elche En saison : Faro, Malaga-Costa del Sol |
| Scandinavian Airlines | Copenhague-Kastrup, Stavanger |
| TUI Airways           | Ténériffe-Sud Reine Sofia En saison : Corfou-I. Kapodístrias, Dalaman, Palma de Majorque, Reus, Rhodes-Diagoras                                                                       |
| Widerøe               | Bergen, Stavanger |
| Wizz Air              | Gdańsk-L. Wałęsa |

Édité le 13/01/2019  Actualisé le 26/03/2023

### Cargo
| Compagnies    | Destinations             |
| ------------- | ------------------------ |
| Ben Air       | Kirkwall, Sumburgh       |
| Loganair      | East Midlands, Édimbourg |
| West Atlantic | East Midlands            |

## Chiffres et statistiques
| Place | Aéroport               | Nombre de passagers | Évolution/2013 |
| ----- | ---------------------- | ------------------- | -------------- |
| 1     | Londres-Heathrow       | 776 880             | 9,1 %          |
| 2     | Aéroport de Manchester | 226 152             | 12,5 %         |
| 3     | Londres-Gatwick        | 161 816             | 6,6 %          |
| 4     | Aéroport de Sumburgh   | 152 158             | 32,2 %         |
| 5     | Birmingham             | 125 060             | 29,2 %         |
| 6     | Londres-Luton          | 74 553              | 9,9 %          |
| 7     | London City Airport    | 63 163              | 13,6 %         |
| 8     | Norwich International  | 60 162              | 5,8 %          |
| 9     | Aéroport de Kirkwall   | 49 091              | 0,9 %          |
| 10    | Belfast City Airport   | 37 450              | 24,0 %         |

| Place | Aéroport                         | Nombre de passagers | Évolution/2013 |
| ----- | -------------------------------- | ------------------- | -------------- |
| 1     | Aéroport d'Amsterdam-Schiphol    | 307 131             | 5,4 %          |
| 2     | Aéroport de Francfort            | 164 240             | 12,3 %         |
| 3     | Aéroport de Stavanger            | 138 334             | 15,9 %         |
| 4     | Paris-Charles de Gaulle          | 110 541             | 3,4 %          |
| 5     | Aéroport de Copenhague           | 53 045              | 14,9 %         |
| 6     | Aéroport de Bergen               | 51 870              | 4,7 %          |
| 7     | Aéroport international de Dublin | 47 295              | 13,8 %         |
| 8     | Aéroport de Tenerife Sud         | 32 639              | 19,4 %         |
| 9     | Oslo-Gardermoen                  | 30 795              | 1,266,2 %      |
| 10    | Aéroport de Dalaman              | 19 862              | 51,8 %         |